# Майська сільська рада (Адамовський район)
Ма́йська сільська рада (рос. Майский сельский совет) — сільське поселення у складі Адамовського району Оренбурзької області Росії.
Адміністративний центр — селище Майський.

## Історія
2013 року ліквідована Річна сільська рада (селище Річний), територія увійшла до складу Майської сільради.

## Населення
Населення — 1538 осіб (2019; 2028 в 2010, 2629 у 2002).

## Склад
До складу сільської ради входять:
| Населений пункт  | Населення, осіб (2002) | Населення, осіб (2010) |
| ---------------- | ---------------------- | ---------------------- |
| Коскуль, село    | 335                    | 252                    |
| Кусем, село      | 413                    | 343                    |
| Майський, селище | 1147                   | 993                    |
| Річний, селище   | 734                    | 440                    |